# Al-Karak
al-Karak (arabiska: الكرك), även Kerak eller i äldre historisk litteratur Krak, är huvudort i provinsen al-Karak i Jordanien, i den centrala delen av landet, 90 km söder om huvudstaden Amman.
Staden är omgiven av en mur och har utanför denna i söder en väl bevarad medeltidsborg, isolerad genom en i berget sprängd grav. De ursprungliga ingångarna var två slingrande, i klippan sprängda passager, men senare gjordes bräscher i murarna, som före Ibrahim Paschas bombardering 1840 var i oskadat skick.
al-Karak var en av moabiternas huvudstäder och omnämns i den bibliska historien under namnen Kir-Moab, Kir-Heres, Kir-Hareset och (efter exilen) Kerab. Senare var det ärkebiskopssäte.
Spår finns av bysantinsk, romersk och äldre besittning, men murarna är ett verk av korsfarare och därefter ayyubidernana och mamluksultanerna i Egypten. al-Karak var en av de starka fästningar som behärskade de viktiga karavanvägarna från Egypten och Arabiska halvön till Damaskus. Det intogs 1188 av Saladin och från 1893 hade det en stark osmansk garnison.